# Dirutrachia mersa
Dirutrachia mersa är en snäckart som först beskrevs av Tom Iredale 1937.  Dirutrachia mersa ingår i släktet Dirutrachia och familjen Camaenidae. Inga underarter finns listade i Catalogue of Life.